# Communauté d'agglomération Valence-Romans Sud Rhône-Alpes
La communauté d'agglomération Valence-Romans Sud Rhône-Alpes est une ancienne communauté d'agglomération française située dans le département de la Drôme, au sud de la région Auvergne-Rhône-Alpes.

## Histoire
Le projet Métropole Drôme Ardèche, prévoyant la construction d'une communauté d'agglomération basée principalement sur les deux principales agglomérations drômoise de Valence et Romans-sur-Isère, date de 2012. Il projetait la création de la 5e métropole de l'ancienne région Rhône-Alpes, derrière celles de Lyon, Grenoble et Saint-Étienne avec environ 260 000 habitants. Sa base était le noyau Rovaltain situé autour de la gare de Valence TGV (en forme longue Valence TGV Rhône-Alpes Sud) et qui est l'une des principales sources économiques du département.
La communauté d'agglomération Valence-Romans Sud Rhône-Alpes a été créée par un arrêté du préfet de la Drôme pris le 3 juin 2013, entré en vigueur le 1er janvier 2014. Elle est issue de la fusion de quatre intercommunalités (Valence Agglo – Sud Rhône-Alpes, la Communauté d'agglomération du pays de Romans, la Communauté de communes du canton de Bourg-de-Péage et la Communauté de communes des Confluences Drôme Ardèche), étendue à la commune d’Ourches,.
À la suite de la loi NOTRe et du schéma de coopération intercommunale établi par le Préfet de la Drôme, la communauté d’agglomération Valence-Romans Sud Rhône-Alpes (51 communes) fusionne avec la communauté de communes de la Raye (5 communes) pour former au 1er janvier 2017 la communauté d'agglomération Valence Romans Agglo.

## Territoire communautaire

### Géographie
La communauté d'agglomération se veut un passage entre l'Europe du Nord et l'Europe du Sud : elle est proche du carrefour géographique entre les sillons alpin et rhodanien, au sein de la région Auvergne-Rhône-Alpes.
Traversée par le 45e parallèle qui passe entre Valence et Romans-sur-Isère, entre mer et montagne, la communauté d'agglomération est avec Valence la « porte du Midi de la France ». Elle bénéficie d'un climat semi-continental avec des influences méditerranéennes.

### Composition
La communauté d'agglomération Valence-Romans Sud Rhône-Alpes était composée des 51 communes suivantes :
| Nom                          | Code Insee | Gentilé            | Superficie (km2) | Population (dernière pop. légale) | Densité (hab./km2) |
| ---------------------------- | ---------- | ------------------ | ---------------- | --------------------------------- | ------------------ |
| Alixan (siège)               | 26004      | Alixanais          | 28,28            | 2 472 (2014)                      | 87                 |
| Barbières                    | 26023      | Barbiérois         | 14,40            | 990 (2014)                        | 69                 |
| La Baume-Cornillane          | 26032      | Balmois            | 14,42            | 449 (2014)                        | 31                 |
| La Baume-d'Hostun            | 26034      | Baumois            | 8,46             | 569 (2014)                        | 67                 |
| Beaumont-lès-Valence         | 26037      | Beaumontois        | 17,61            | 3 662 (2014)                      | 208                |
| Beauregard-Baret             | 26039      | Beauregardois      | 23,44            | 786 (2014)                        | 34                 |
| Beauvallon                   | 26042      | Beauvallonnais     | 3,12             | 1 564 (2014)                      | 501                |
| Bésayes                      | 26049      | Bésayens           | 9,53             | 1 148 (2014)                      | 120                |
| Bourg-de-Péage               | 26057      | Péageois           | 13,71            | 10 171 (2014)                     | 742                |
| Bourg-lès-Valence            | 26058      | Bourcains          | 20,30            | 19 591 (2014)                     | 965                |
| Chabeuil                     | 26064      | Chabeuillois       | 41,07            | 6 880 (2014)                      | 168                |
| Le Chalon                    | 26068      | Chalonnais         | 8,38             | 212 (2014)                        | 25                 |
| Charpey                      | 26079      | Charpenois         | 15,48            | 1 301 (2014)                      | 84                 |
| Châteauneuf-sur-Isère        | 26084      | Châteauneuvois     | 45,57            | 3 802 (2014)                      | 83                 |
| Châtillon-Saint-Jean         | 26087      | Châtillonnais      | 8,82             | 1 319 (2014)                      | 150                |
| Chatuzange-le-Goubet         | 26088      | Goubetois          | 28,24            | 5 222 (2014)                      | 185                |
| Clérieux                     | 26096      | Clérieugeois       | 13,53            | 2 021 (2014)                      | 149                |
| Crépol                       | 26107      | Crépolois          | 11,42            | 551 (2014)                        | 48                 |
| Étoile-sur-Rhône             | 26124      | Étoiliens          | 42,79            | 5 287 (2014)                      | 124                |
| Eymeux                       | 26129      | Eymeusiens         | 9,88             | 1 060 (2014)                      | 107                |
| Génissieux                   | 26139      | Génissoix          | 8,93             | 1 984 (2014)                      | 222                |
| Geyssans                     | 26140      | Geyssanais         | 10,90            | 728 (2014)                        | 67                 |
| Granges-les-Beaumont         | 26379      | Grangeois          | 7,51             | 941 (2014)                        | 125                |
| Hostun                       | 26149      | Hostunois          | 18,24            | 952 (2014)                        | 52                 |
| Jaillans                     | 26381      | Jaillanais         | 9,04             | 898 (2014)                        | 99                 |
| Malissard                    | 26170      | Malissardois       | 10,17            | 3 231 (2014)                      | 318                |
| Marches                      | 26173      | Marchois           | 11,09            | 786 (2014)                        | 71                 |
| Miribel                      | 26184      | Miribelois         | 6,55             | 296 (2014)                        | 45                 |
| Montéléger                   | 26196      | Montélégeois       | 9,45             | 1 774 (2014)                      | 188                |
| Montélier                    | 26197      | Montéliens         | 24,76            | 4 039 (2014)                      | 163                |
| Montmeyran                   | 26206      | Montmeyranais      | 24,10            | 2 869 (2014)                      | 119                |
| Montmiral                    | 26207      | Montmiralois       | 26,69            | 643 (2014)                        | 24                 |
| Montrigaud                   | 26210      | Rigaud-Montains    | 28,73            | 477 (2014)                        | 17                 |
| Mours-Saint-Eusèbe           | 26218      | Moursois           | 5,27             | 3 007 (2014)                      | 571                |
| Ourches                      | 26224      | Ourchois           | 9,23             | 241 (2014)                        | 26                 |
| Parnans                      | 26225      | Parnanais          | 11,24            | 703 (2014)                        | 63                 |
| Peyrins                      | 26231      | Peyrinois          | 25,16            | 2 670 (2014)                      | 106                |
| Portes-lès-Valence           | 26252      | Portois            | 14,43            | 9 973 (2014)                      | 691                |
| Rochefort-Samson             | 26273      | Samsonnais         | 24,59            | 981 (2014)                        | 40                 |
| Romans-sur-Isère             | 26281      | Romanais           | 33,08            | 33 366 (2014)                     | 1 009              |
| Saint-Bardoux                | 26294      | Bardousiens        | 10,63            | 590 (2014)                        | 56                 |
| Saint-Bonnet-de-Valclérieux  | 26297      | Saint-Bonnetaires  | 8,29             | 218 (2014)                        | 26                 |
| Saint-Christophe-et-le-Laris | 26298      | Saint-Christophois | 11,35            | 405 (2014)                        | 36                 |
| Saint-Laurent-d'Onay         | 26310      | Onays              | 6,28             | 152 (2014)                        | 24                 |
| Saint-Marcel-lès-Valence     | 26313      | Saint-Marcelois    | 15,05            | 6 102 (2014)                      | 405                |
| Saint-Michel-sur-Savasse     | 26319      | Saint-Michellois   | 11,11            | 557 (2014)                        | 50                 |
| Saint-Paul-lès-Romans        | 26323      | Saint-Paulois      | 15,77            | 1 806 (2014)                      | 115                |
| Saint-Vincent-la-Commanderie | 26382      | Commandériens      | 13,34            | 508 (2014)                        | 38                 |
| Triors                       | 26355      | Triorais           | 5,65             | 564 (2014)                        | 100                |
| Upie                         | 26358      | Upiens             | 19,53            | 1 529 (2014)                      | 78                 |
| Valence                      | 26362      | Valentinois        | 36,69            | 62 150 (2014)                     | 1 694              |

### Démographie
| 1968    | 1975    | 1982    | 1990    | 1999    | 2008    | 2013    |
| ------- | ------- | ------- | ------- | ------- | ------- | ------- |
| 155 699 | 171 313 | 179 582 | 187 833 | 197 064 | 208 763 | 212 632 |

## Administration
L'intercommunalité dispose, outre le conseil communautaire, d'un exécutif (le Président,  les vice-présidents et les conseillers délégués), de commissions thématiques en relation avec ses différentes compétences et de personnels (administratifs, chargés de missions) pour mettre en œuvre ses projets et ses actions. Le dernier président a été Nicolas Daragon, maire de Valence.
Comparable au conseil municipal des communes, le conseil communautaire, composé de 114 membres, se réunit au moins une fois par trimestre pour prendre les décisions sur l’ensemble des dossiers à compétence intercommunale. Les séances sont publiques.

### Siège
Le siège de la communauté d'agglomération se trouve à Alixan, une commune rurale située au nord-est de Valence.

### Présidence
Le président est élu par le conseil communautaire.
| Période          | Période          | Identité        | Étiquette         | Qualité                                                     |
| ---------------- | ---------------- | --------------- | ----------------- | ----------------------------------------------------------- |
| 1er janvier 2014 | 5 avril 2014     | Alain Maurice   | PS                | Maire de Valence                                            |
| 5 avril 2014     | 31 décembre 2016 | Nicolas Daragon | UMP puis Les Rép. | Maire de Valence Conseiller régional d'Auvergne-Rhône-Alpes |

| No | Identité                 | Qualité                              | Délégation                           |
| -- | ------------------------ | ------------------------------------ | ------------------------------------ |
| 1  | Marie-Hélène Thoraval    | Maire de Romans-sur-Isère            | Attractivité                         |
| 2  | Christian Gauthier       | Maire de Chatuzange-le-Goubet        | Finances                             |
| 3  | Marlène Mourier          | Maire de Bourg-lès-Valence           | Culture                              |
| 4  | Bernard Duc              | Maire de Saint-Bonnet-de-Valclérieux | Développement durable                |
| 5  | Geneviève Girard         | Maire de Portes-lès-Valence          | Gestion des déchets ménagers         |
| 6  | Pierre Buis              | Adjoint à Châteauneuf-sur-Isère      | Administration générale              |
| 7  | Nathalie Nieson          | Maire de Bourg-de-Péage              | Éclairage public                     |
| 8  | Jacques Bonnemayre       | Adjoint à Valence                    | Développement économique             |
| 9  | Pascal Pertusa           | Maire de Chabeuil                    | Habitat                              |
| 10 | Franck Soulignac         | Adjoint à Valence                    | Communication - Foncier              |
| 11 | Fabrice Larue            | Maire de Clérieux                    | Aménagement du territoire            |
| 12 | Marylène Peyrard         | Maire de Montéléger                  | Transport - Mobilité - Accessibilité |
| 13 | Patrick Prelon           | Maire de Beaumont-lès-Valence        | Sport - Jeunesse                     |
| 14 | Karine Guilleminot       | Adjointe à Mours-Saint-Eusèbe        | Familles                             |
| 15 | Magda Colloredo-Bertrand | Adjointe à Romans-sur-Isère          | Tourisme - Patrimoine                |

### Compétences
L'intercommunalité exerce des compétences qui lui sont déléguées par les communes membres.
Quatre compétences sont obligatoires pour les communautés d'agglomération :
- développement économique : création, aménagement, entretien et gestion de zones d'activité industrielle, commerciale, tertiaire, artisanale, touristique, portuaire ou aéroportuaire ; actions de développement économique ;
- aménagement de l'espace communautaire : schémas de cohérence territoriale et de secteur ; création et réalisation de zones d'aménagement concerté ; organisation des transports urbains ;
- équilibre social de l'habitat : programme local de l'habitat ; opération programmée d'amélioration de l'habitat ; politique du logement social et non social ; action et aide financière en faveur du logement social d'intérêt communautaire ; action en faveur du logement des personnes défavorisées par des opérations d'intérêt communautaire ; amélioration du parc immobilier bâti d'intérêt communautaire ; droit de préemption urbain pour la mise en œuvre de la politique communautaire d'équilibre social de l'habitat ;
- politique de la ville : dispositifs contractuels de développement urbain et local et d'insertion économique et sociale ; plan local pour l'insertion et l'emploi ; contrat urbain de cohésion sociale et rénovation urbaine.

Les autres compétences exercées sont les suivantes :
- développement et aménagement social et culturel : construction ou aménagement, entretien, gestion d'équipements ou d'établissements culturels, socioculturels, socio-éducatifs et sportifs  d’intérêt intercommunal (patinoire et complexe aquatique) ; culturelles, socio-culturelles et sportives ;
- environnement et cadre de vie : assainissement collectif et non collectif ; collecte et traitement des déchets ménagers et assimilés ; lutte contre les nuisances sonores ;

#### Transports

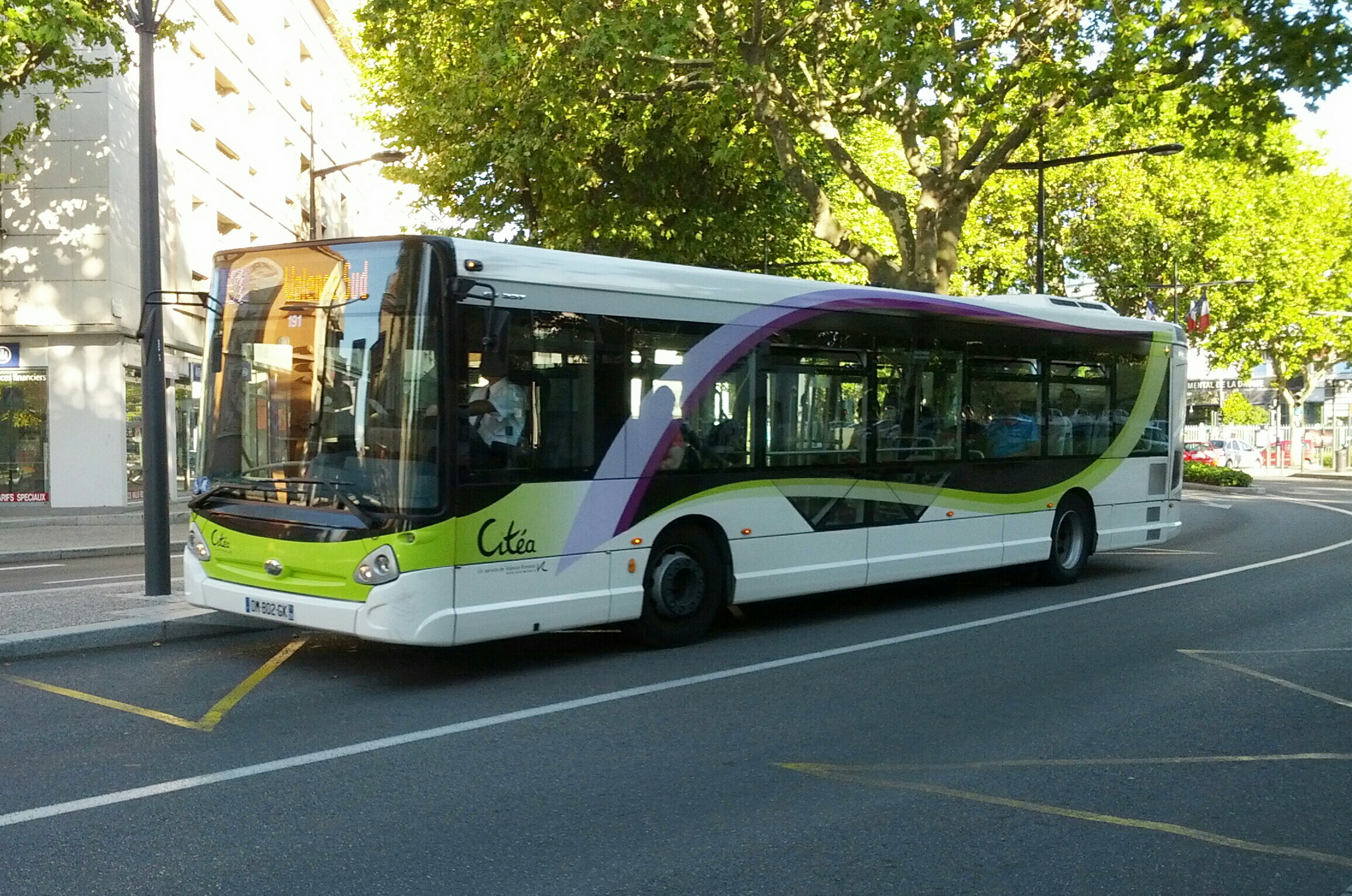
Un bus Citéa à Valence.

- Depuis septembre 2012, le réseau CTAV (agglomération valentinoise) a fusionné avec le réseau Citébus (Romans-sur-Isère) afin de former un seul et unique réseau qui dessert les 64 communes de l'autorité organisatrice de la mobilité (AOM) connue sous le nom de Valence Romans Déplacements (VRD). Ce nouveau réseau optimisé se nomme Citéa. Il est exploité par le groupe Transdev.
- Libélo est un système de vélocation en libre service et en location longue durée de l'agglomération de Valence. Le projet est financé par Valence-Romans Sud Rhône-Alpes et fut inauguré le 28 mars 2010. Il comprend 200 vélos sur le concept Smoove répartis sur vingt stations à travers les communes de Valence, Guilherand-Granges et Bourg-lès-Valence. Libélo est géré par Citéa.